# Byggsats

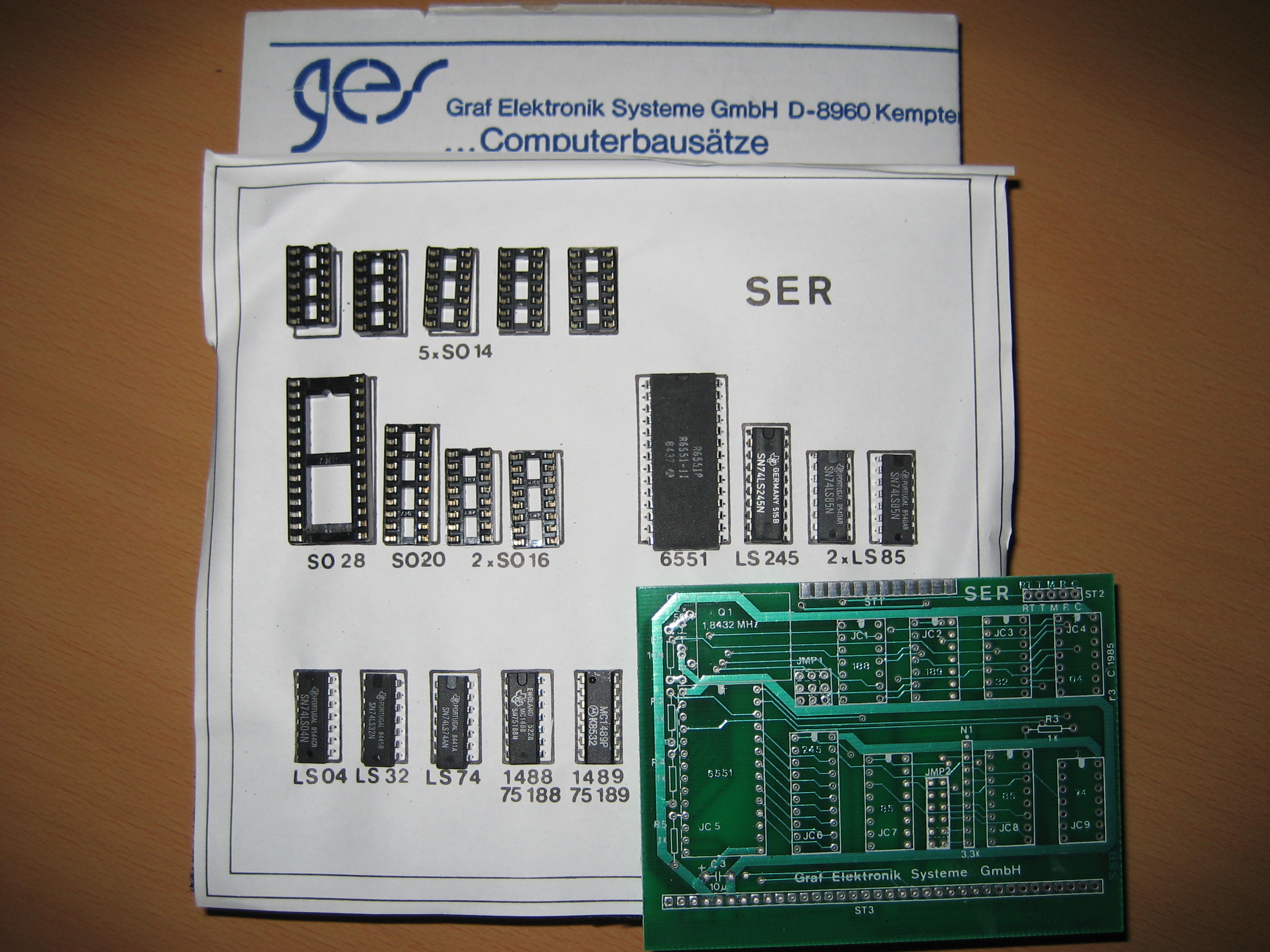
Datorbyggsats från tidigt 1980-tal

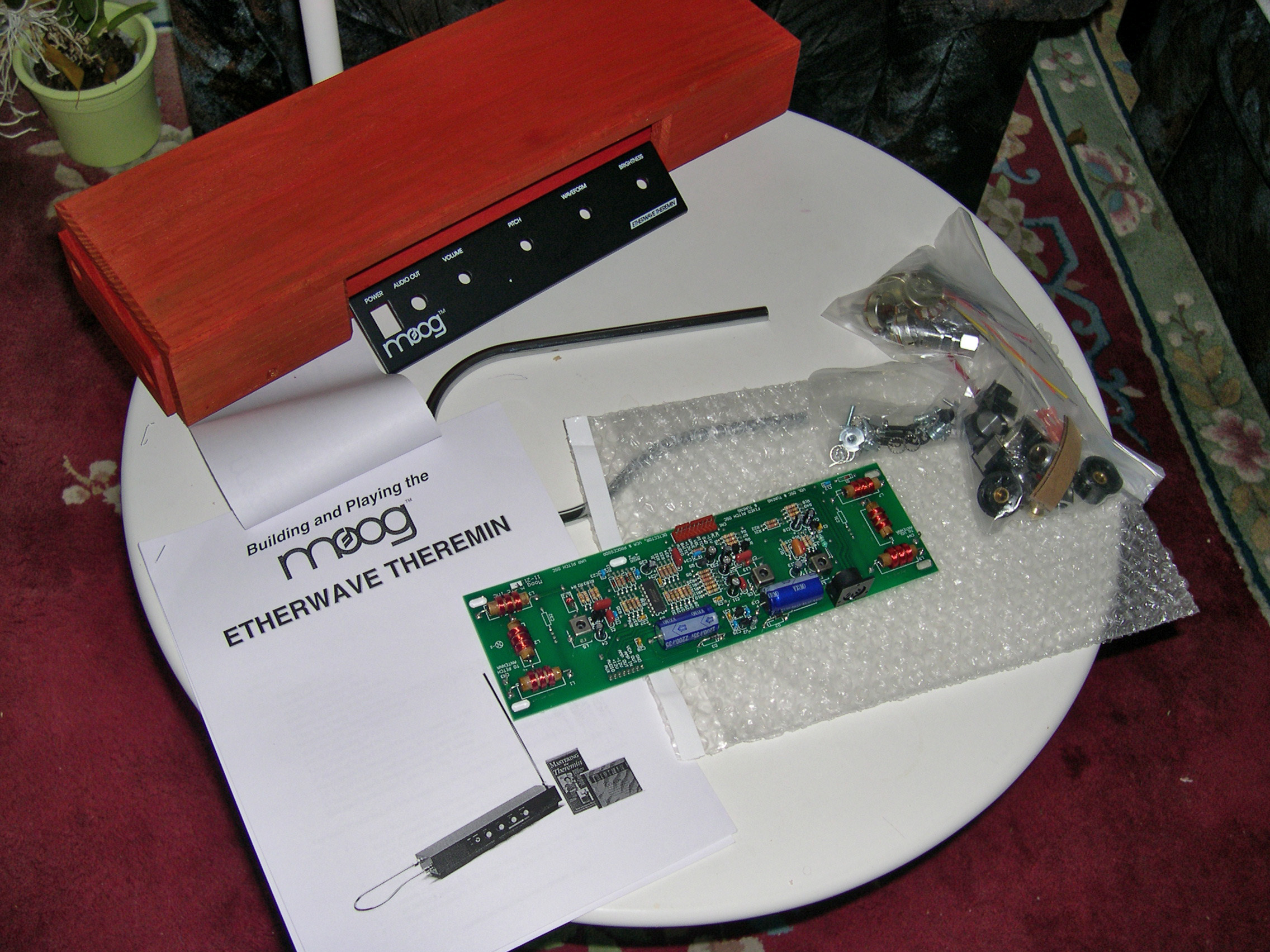
En byggsats från Moog till en Theremin.

En byggsats är en samling delar, som korrekt ihopsatta bildar ett föremål som fungerar som eller ser ut som ett motsvarande föremål som skaffas i ihopsatt form. Andelen till att ett föremål säljs som en byggsats kan vara att det är mer praktiskt att transportera i form av delar, att det kan säljas billigare i denna form, att fler alternativ kan erbjudas genom valbara delar, eller att köparen sätter ett värde på att montera föremålet som en hobbysysselsättning. Det finns också byggsatser som utgör leksaker, endera skalmodeller eller allmänna konstruktionsleksaker.
Vanliga byggsatser kan vara:
- Elektronik, till exempel datorer där man kan köpa de enskilda delarna och bygga ihop sin egen dator.
- Fordon, till exempel cyklar, mopeder, men även byggsatsbilar
- Möbler, till exempel är de flesta produkter från Ikea byggsatser
- Byggnader, många byggnader idag byggs med hjälp av prefab-element för att minimera byggtiden

Fördelar som kan finnas med byggsatser (därmed inte sagt att alla fördelar gäller alla typer av byggsatser):
- Man kan ibland välja beståndsdelar efter eget tycke
- Emballage kan göras mindre
- Lägre kostnad när monteringsfasen kan slopas
- Intressant och lärorikt att montera ihop ett föremål själv

Nackdelar som kan finnas med byggsatser:
- Kräver tid att montera ihop föremålet
- Emballagen kan vara tunga
- Kunskap om ihopsättningen krävs, om inte medföljande monteringsanvisning är förståelig
- En tillverkare med effektiv montering kan göra att monteringskostnaden är försumbar i slutpriset